# عنصر وارون
در جبر مجرد و در یک گروه ریاضی مانند G که برای یک عمل دوتایی مانند {\displaystyle \star } تعریف شده است، عنصر وارونِ عنصر a،  عنصری مانند b خواهد بود به طوری که شرط زیر برقرار باشد:
{\displaystyle a\star b=b\star a=e}
که در آن e، عنصر همانی گروه G است.